# Barbacane (Varsovie)
La Barbacane de Varsovie (en polonais: Barbakan w Warszawie) est un avant-poste semi-circulaire fortifié et l'un des rares vestiges du réseau complexe de fortifications qui encerclaient la ville de Varsovie. Situé entre les quartiers de Stare Miasto (Vieille-ville) et Nowe Miasto (Nouvelle-Ville), dans l'arrondissement de Śródmieście (Centre-ville) à Varsovie.

## Sources
- (pl) Cet article est partiellement ou en totalité issu de l’article de Wikipédia en polonais intitulé « Barbakan w Warszawie » (voir la liste des auteurs).

- (en) Cet article est partiellement ou en totalité issu de l’article de Wikipédia en anglais intitulé « Warsaw Barbican » (voir la liste des auteurs).